# Tom Uzhunnalil
Tom Uzhunnalil, SDB es un sacerdote católico y religioso indio. En marzo de 2016 fue secuestrado y detenido por yihadistas en Yemen hasta su liberación en septiembre del año siguiente, gracias a la mediación de Omán y la Iglesia Católica. La noticia de su secuestro fue difundida por medios de todo el mundo.

## Vida

### Orígenes
Tom Uzhunnilal es nativo de Ramapuram (estado de Kerala, India). Desde 2010 trabajaba en Yemen tras sustituir a su hermano Mathew, también sacerdote salesiano, quien había ejercido su ministerio en el país durante 17 años. Había vuelto a la India en 2015 durante un breve periodo de tiempo pero volvió a pesar de la prohibición de los viajes de indios a Yemen. También había estado atendiendo a los católicos de Abu Dhabi en varias ocasiones, donde reside el vicario apostólico del que depende Yemen. A fecha de su secuestro era el único sacerdote con permiso legal para residir dicho país.

### Secuestro
Desde los 4 años anteriores a su secuestro, el Padre Tom se encontraba como capellán en una casa de acogida en la ciudad portuaria de Aden, una población pobre al sur del país. El 4 de marzo de 2016 cuatro hombres armados y sin identificar atacaron la casa, matando a dieciséis personas, incluyendo a cuatro Misioneras de la Caridad. Los atacantes, presuntamente miembros del Estado Islámico o terroristas musulmanes sin afiliación le tomaron prisionero.
En enero de 2017, cerca de cumplirse un año de su secuestro, la congregación religiosa de los salesianos, de la que es miembro el Padre Tom, pidió realizar una novena a María Auxiliadora (devoción mariana típica del instituto religioso), para pedir su liberación. Aunque se llegó a sospechar que sus secuestradores lo habían crucificado el Viernes Santo, el gobierno indio publicó un comunicado oficial desmintiendo tal hecho, y afirmando que Uzhunnalil estaba vivo. Los secuestradores enviarían un vídeo al gobierno indio pidiendo 64 000 000 000 ₹ como rescate. En mayo de 2017 otro vídeo fue publicado en YouTube por los terroristas. En este el Padre Tom rogaba al gobierno indio y al papa Francisco que hiciesen todo lo posible por liberarle.

### Liberación y vida posterior
Uzhunnalil fue entregado a las fuerzas omaníes el 12 de septiembre de 2017. Uzhunnalil agradecería públicamente a Qabus bin Said Al Said, Sultán de Omán, los esfuerzos por conseguir su liberación. Según el ministro de la Unión India, no se pagó rescate. El día siguiente de ser liberado el Padre Tom fue recibido por el papa Francisco en el Vaticano. Actualmente reside en una comunidad salesiana en dicho país, intentando mejorar su salud.